# Caramel
Pour les articles homonymes, voir Caramel (homonymie).

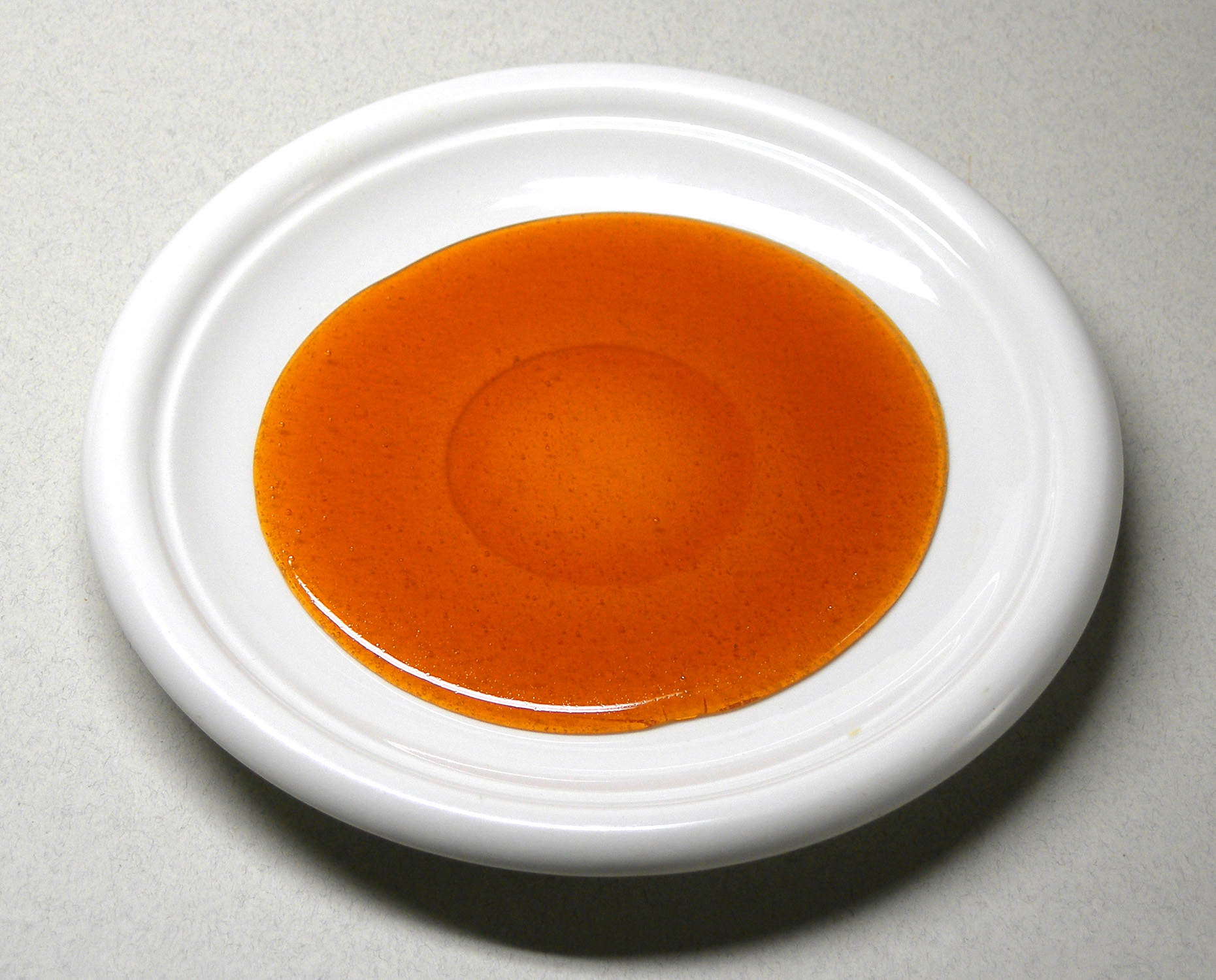
Caramel liquide.

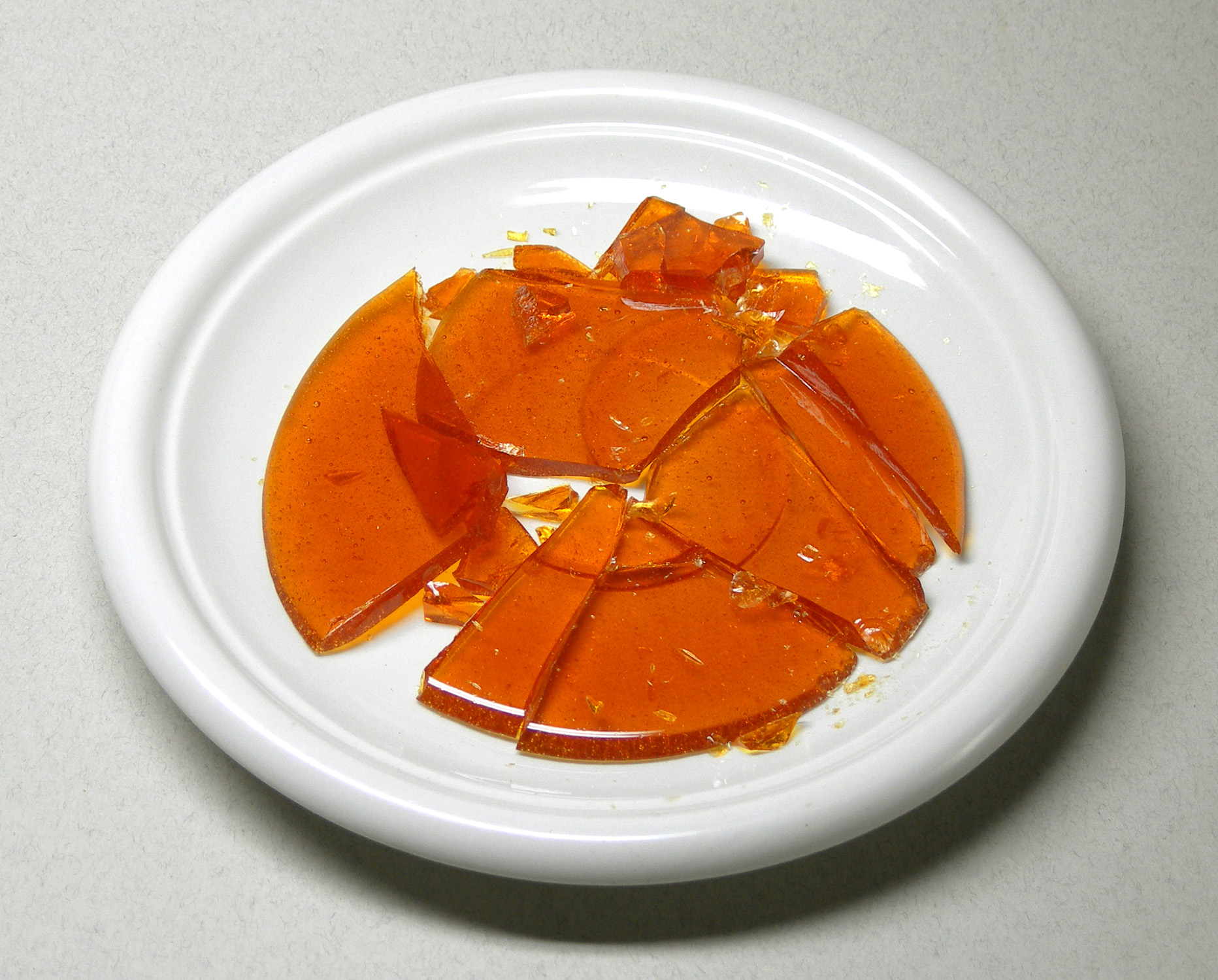
Caramel solidifié et brisé.

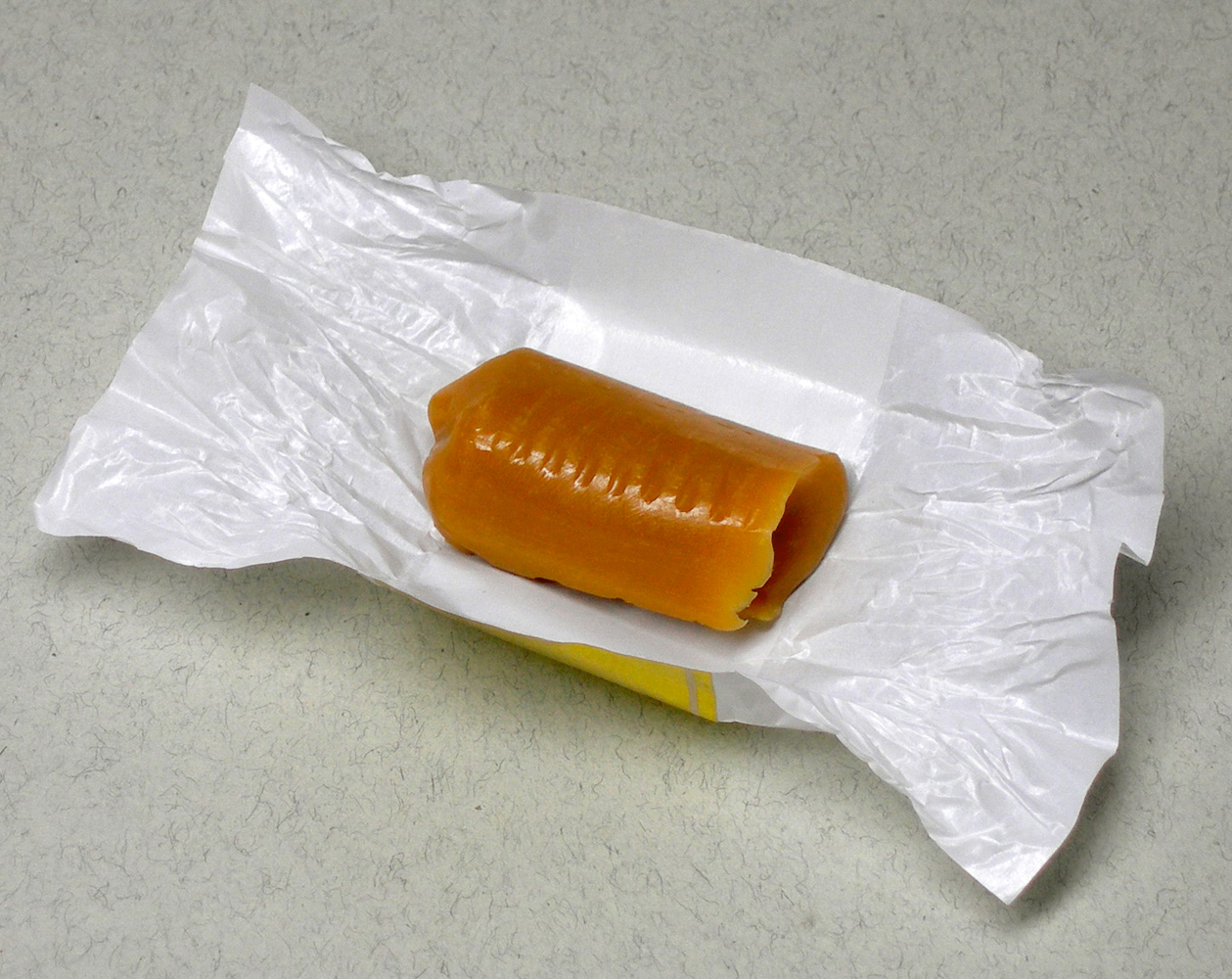
Un bonbon caramélisé.

Le caramel est une confiserie faite de sucre ayant perdu son eau de  cristallisation et est obtenu par la cuisson du sucre. Le caramel liquide sert à décorer ou parfumer les desserts tels les gâteaux et glaces.
Les bonbons caramélisés peuvent être mous ou durs.

## Origine du mot

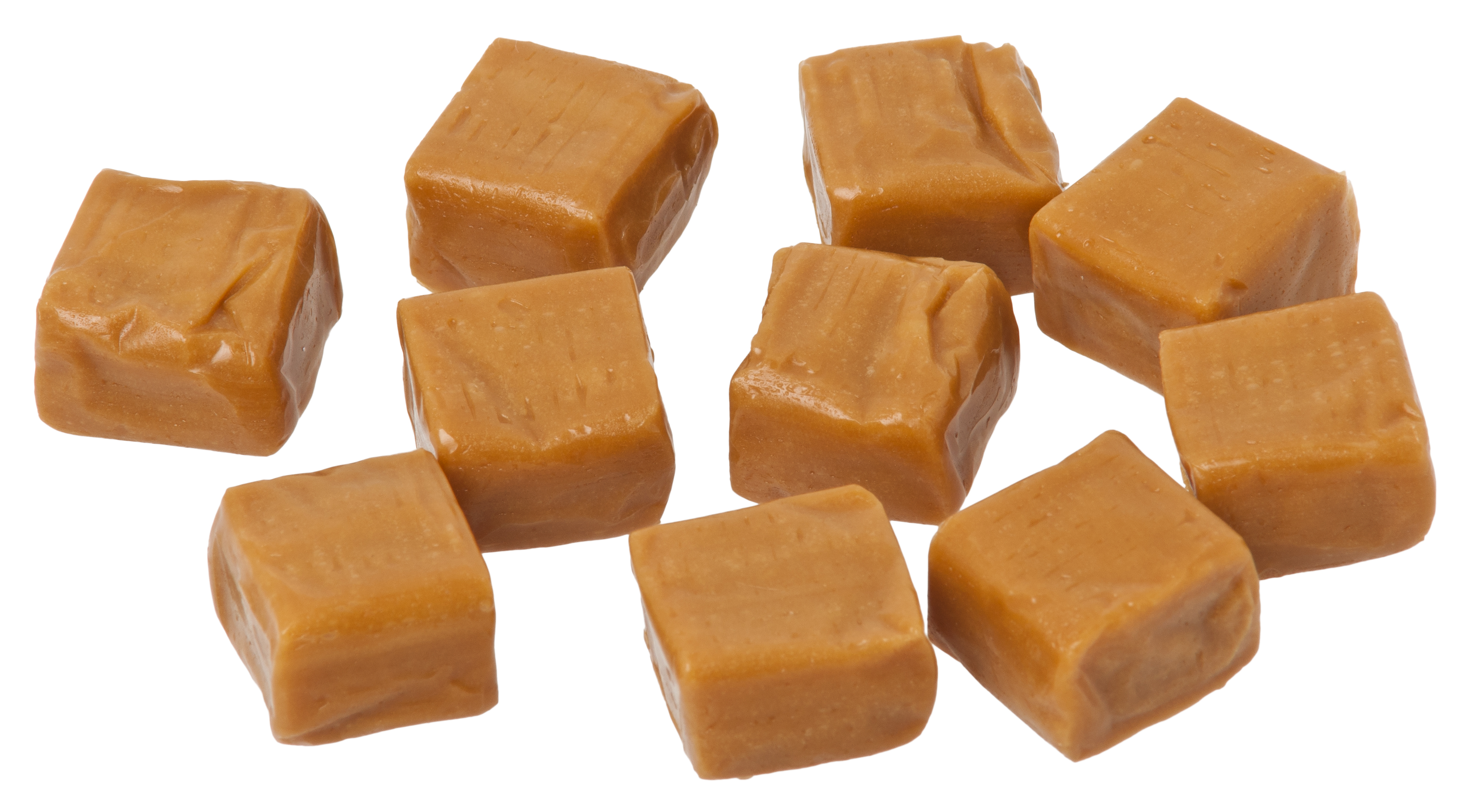
Caramels mous.

Le mot « caramel » est un mot qui a voyagé. Il s'agit d'un emprunt à l'espagnol caramel(o), issu lui-même du portugais caramelo. D'un bas latin *calamellus, diminutif de calamus « roseau » par analogie de forme entre le sucre durci ou une stalactite de glace et une tige de roseau (cf. esp. carámbano « glaçon », issu de *calamulus, autre dimin. de calamus), préférable à l'étymologie traditionnelle qui fait venir caramelo du bas latin cannamella (« canne à sucre »),.
Le nom de famille Caramel existe aussi, il est plutôt répandu dans le Sud de la France.

## Historique
Le caramel est mentionné  par François Pierre de La Varenne dans son livre Le pâtissier français, deuxième partie : Le confiturier, présent dans l'édition posthume de 1688, page 383, paragraphe sur le « sucre cuit à brulé », puis dans un paragraphe page 399, dédié à une confiserie nommée Caramelle qui est du caramel jeté sur une plaque de marbre huilée afin d’obtenir un solide.
La fabrication du caramel est décrite en 1911-1913 par Louis-Camille Maillard, professeur à la faculté de médecine de Paris.

## Préparation

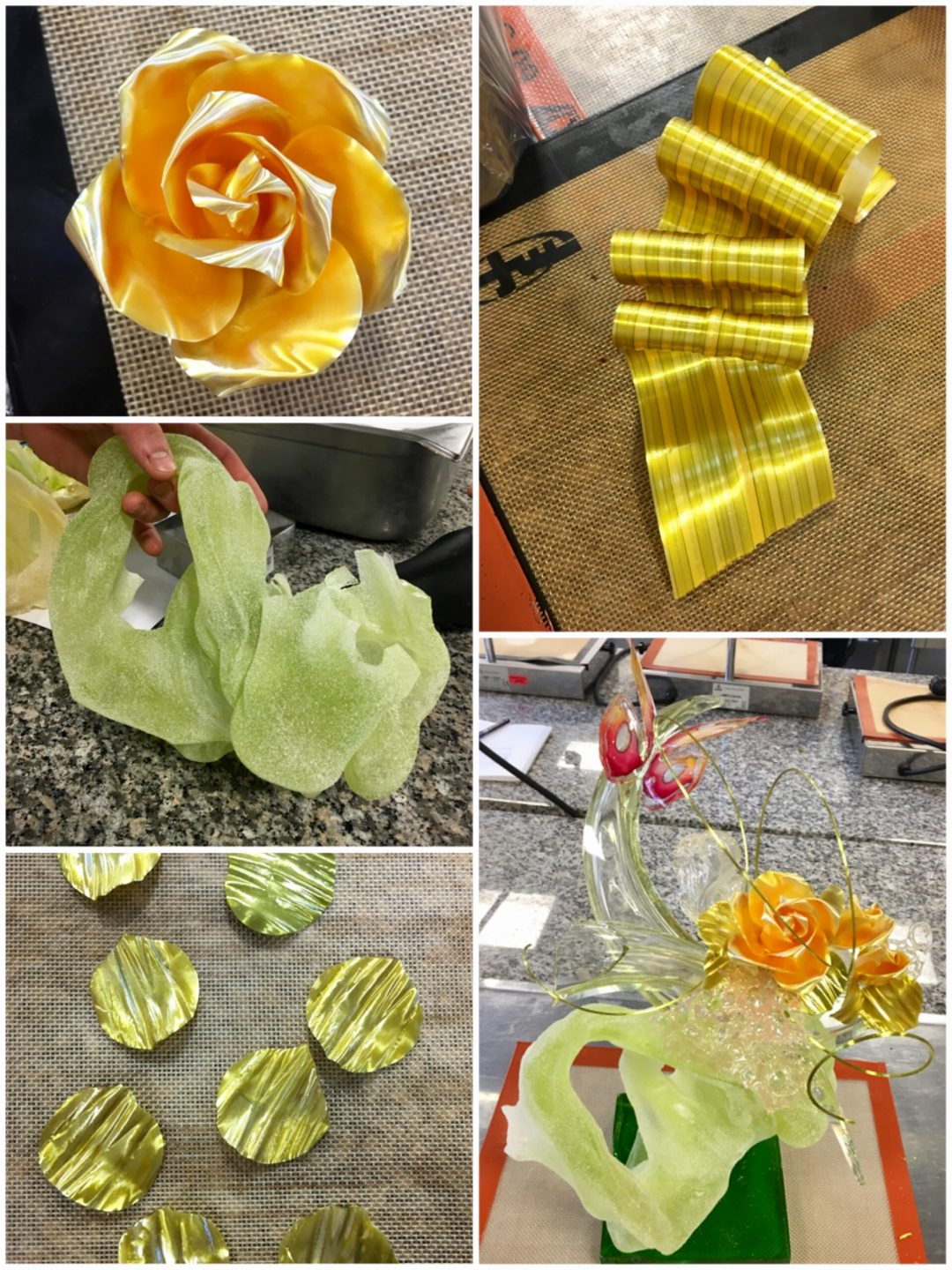
Différents décors en sucre.

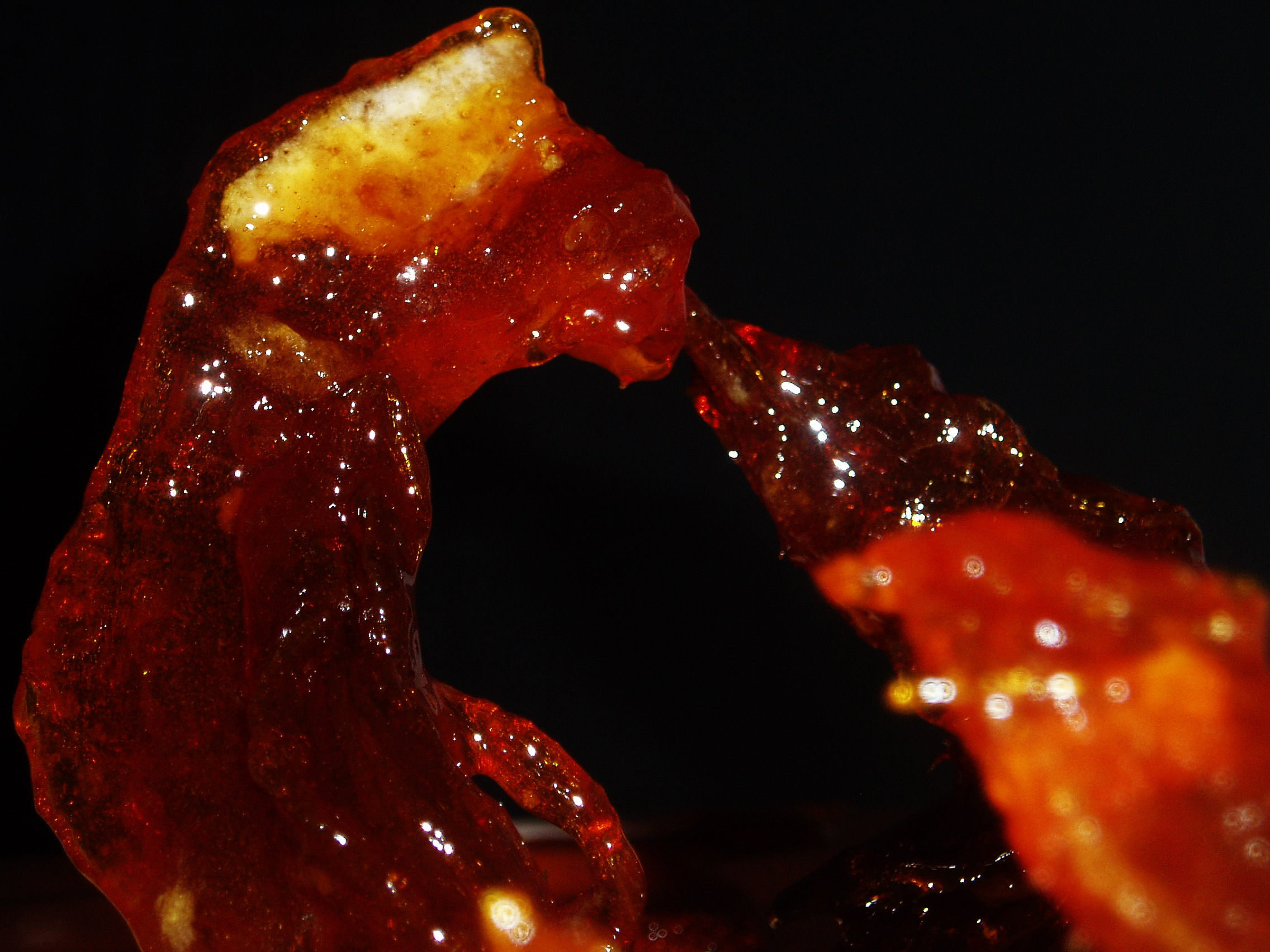
Une sculpture de caramel.

Le caramel résulte de la fonte de cristaux de sucre. La cuisson se fait à feu vif. Si le sucre est fondu seul (sec), le caramel obtenu est bien coloré (caramel brun) et la cuisson est rapide. L'humidification du sucre avant la cuisson rend celle-ci plus lente et permet d'obtenir avant le brun, un caramel blond peu coloré. Après refroidissement, le caramel est très rigide et cassant. Encore chaud, il peut être façonné et coloré pour décorer la pâtisserie.
La fabrication du caramel mou nécessite d'incorporer des lipides à la préparation grâce à du lait concentré, du beurre, de la crème fraiche ou encore du chocolat. Cette addition peut se faire avant la cuisson pour obtenir un résultat pâle ou après (décuire) dans le but de bonbons bruns aux gouts plus francs (par exemple: caramel au beurre salé). La viscosité du produit final peut varier du semi-liquide (pâtes à tartiner) au semi-solide (fudge). En fonction de la cuisson et de la recette, il est également possible de fabriquer des éclats de caramel durs qui seront ensuite utilisés en nappage ou en inclusions dans les chocolats.
Le caramel étant parfois difficile à réussir, il est conseillé d'ajouter un filet de jus de citron avant la cuisson.
Il est aussi possible de cuire le caramel sans thermomètre. C’est ce que l’on appelle la cuisson « au petit boulé » qui correspond à une température entre 116 et 125°, ou entre 126 et 135° pour le « gros boulé ». Pour cela il faut faire tomber un peu de sirop dans de l’eau froide. Si une bille molle se forme on a alors une cuisson au « petit boulé », et si la bille est dure on obtient un sirop dit au « gros boulé ».

## Effets des substances issues de la fabrication du caramel
Le processus de fabrication du caramel produit des substances dénommées produits d'Amadori, puis des substances pigmentées donnant la couleur brune et le goût grillé, plus ou moins toxiques. Parmi ces substances figurent les AGE (Advanced glycation end-product). Les AGE les plus étudiés sont la carboxyméthyl-lysine, la pentosidine, la pyrroline et le méthylglyoxal. Parmi les effets à long terme de ces substances on peut noter l'altération du cristalin et du collagène, responsable du vieillissement de la peau. Ces AGE ont un potentiel pro-oxydant et pro-inflammatoire. Plusieurs études confirment ces effets,.